# Marianna Barbieri-Nini
Marianna Barbieri-Nini, comtessa Nini (Florència, 18 de febrer de 1818 - Florència, 27 de novembre de 1887), fou una soprano italiana de mitjan segle xix.
Després d'estudiar amb Luigi Barbieri, Giuditta Pasta i Vaccai Nicola, el 1840 va fer una primera aparició desastrosa a La Scala a Belisario de Gaetano Donizetti. Poc després va trencar el seu contracte amb l'empresari Bartolomeo Merelli i es va unir a companyia d'Alessandro Lanari, a Florència. Aquí va fer un segon, i aquesta vegada triomfant, debut a Lucrezia Borgia de Donizetti. Durant els següents 15 anys, va cantar amb gran èxit per tot Itàlia i a Barcelona, Madrid i París. Era una cantant molt espectacular, amb una veu poderosa, especialment eficaç en els rols titulars d'Anna Bolena de Donizetti i Semiramide de Gioachino Rossini. Va crear les primeres representacions de tres òperes de Verdi, cantant Lucrezia a I due Foscari (1844, Roma), Lady Macbeth (1847, Florència) i Gulnara a Il Corsaro (1848, Trieste). La seva veu era prou poderosa, especialment en el registre mitjà, per penetrar en l'orquestració de Giuseppe Verdi, però prou flexible per fer front a floritures.
Va cantar al Liceu tres òperes de les quals havia fet l'estrena absoluta: L'ebreo d'Apolloni (Venècia, 1855), Lorenzino de' Medici de Pacini (Venècia 1845) i Macbeth de Verdi (Florència 1847). El Diario de Barcelona la qualificà de "soprano sfogatto de timbre una mica feble i sense vibració en els punts greus i en algun dels mitjans, però sonora, inert, espontània i molt expansiva en els aguts. Una vocalització clara i molt correcta; una perfecta escola de cant, molta facilitat, agilitat i equilibri d'execució, avantatjats dots d'actriu, degudes tant al seu talent com a la seva experiència, són qualitats que destaquen en la Baibieri-Nini i que la fan una artista molt distingida i que ha assolit celebritat com cantatriu dramàtica". És famosa la carta de Verdi on rebutja la gran soprano Eugenia Tadolini, inicialment prevista per a l'estrena, perquè tenia la veu massa bella, un aspecte que no creia necessari per al paper de Lady Macbeth per a la qual volia una veu diabòlica.
Malgrat que s'ha dit que es va retirar dels escenaris el 1856, el fet és que va cantar en la temporada 1857-1858 del Gran Teatre del Liceu. En aquella temporada va cantar dotze òperes diferents, a més de participar en concerts.
Després de retirar-se dels escenaris, Barbieri-Nini va treballar com a professora de cant a Florència. El seu primer matrimoni va ser amb el comte Alessandro Nini, de Siena, i després de la mort del comte es va casar amb el pianista vienès Leopold Hackensöllne.